# Harutaeographa pallida
Harutaeographa pallida là một loài bướm đêm trong họ Noctuidae.

## Hình ảnh

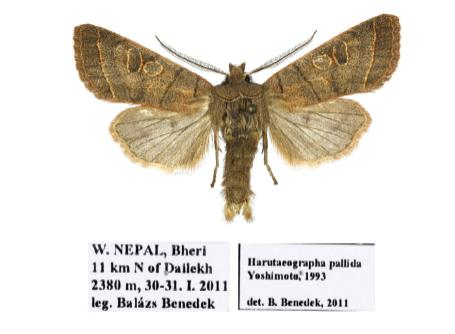